# Snooker aux Jeux asiatiques en salle
Le snooker aux Jeux asiatiques en salle est une épreuve de snooker comptant dans les Jeux asiatiques en salle.
Le snooker a intégré la compétition depuis 2007 et se dispute tous les quatre ans depuis 2009, année de fusion entre la compétition des jeux en salle avec celle des arts martiaux.

## Historique
En 2007, Mohammed Shehab défait l'expérimenté thailandais James Wattana en manche décisive pour s'adjuger le tournoi individuel. Le tournoi par équipe est remporté par Hong Kong.
En 2009, c'est l'Inde qui s'impose sur l'épreuve par équipe. Les épreuves individuelles sont remportées par des chinois : Jin Long pour le format classique et Xiao Guodong pour le format à six billes rouges.
En 2013, le tournoi inaugural se tient à la Songdo Convensia à Incheon en Corée du Sud. Les joueurs chinois raflent toutes les médailles d'or. Dans l'épreuve par équipe, la Chine s'impose devant la surprenante équipe d'athlètes indépendants jouant sous la bannière olympique. Cao Yupeng défait le numéro un chinois Ding Junhui pour gagner le tournoi individuel, puis Xiao Guodong défend avec succès son titre du tournoi à six billes rouges,,.
En 2017, le tournoi a eu lieu au Billard Sports Arena d'Achgabat, au Turkménistan. Dans le tournoi par équipe, c'est l'équipe iranienne qui s'est imposée face au Qatar 3 manches à 0. Dans les tournois individuels, la Chine réalise un doublé puisque Zhao Xintong remporte le tournoi classique et Yan Bingtao s'adjuge le tournoi à six billes rouges, à chaque fois devant des joueurs iraniens.

## Palmarès

### Tournoi en équipe
| Année | Or        | Argent                | Bronze               |
| ----- | --------- | --------------------- | -------------------- |
| 2007  | Hong Kong | Chine                 | Inde                 |
| 2009  | Inde      | Qatar                 | Émirats Arabes Unis  |
| 2013  | Chine     | Athlètes indépendants | Taipei chinois Syrie |
| 2017  | Iran      | Qatar                 | Afghanistan Chine    |

### Tournoi individuel
| Année | Or              | Argent             | Bronze                      |
| ----- | --------------- | ------------------ | --------------------------- |
| 2007  | Mohammed Shehab | James Wattana      | Xiao Guodong                |
| 2009  | Jin Long        | Nader Khan Sultani | Mohammed Shehab             |
| 2013  | Cao Yupeng      | Ding Junhui        | Aditya Mehta Saleh Mohammad |
| 2017  | Zhao Xintong    | Hossein Vafaei     | Yan Bingtao Soheil Vahedi   |

### Tournoi individuel à six billes rouges
| Année | Or           | Argent        | Bronze                                   |
| ----- | ------------ | ------------- | ---------------------------------------- |
| 2009  | Xiao Guodong | Liang Wenbo   | Wu Yu-lun                                |
| 2013  | Xiao Guodong | Amir Sarkhosh | Ali Al-Obaidly Omar Al-Kojah             |
| 2017  | Yan Bingtao  | Soheil Vahedi | Muhammad Sajjad Salih Mohammad Mohammadi |